# Oxyrhachis lamborni
Oxyrhachis lamborni är en insektsart som beskrevs av William Lucas Distant. Oxyrhachis lamborni ingår i släktet Oxyrhachis och familjen hornstritar. Inga underarter finns listade i Catalogue of Life.